# 9103 Komatsubara
9103 Komatsubara este un asteroid din centura principală de asteroizi.

## Descriere
9103 Komatsubara este un asteroid din centura principală de asteroizi. A fost descoperit pe 14 decembrie 1996 la Ōizumi de Takao Kobayashi. El prezintă o orbită caracterizată de o semiaxă mare de 2,17 ua, o excentricitate de 0,12 și o înclinație de 3,8° în raport cu ecliptica.